# بارتينيكو
بارتينيكو (بالإيطالية: Partinico)‏ أو بَرْطِنِيق بلدة إيطالية ضمن مقاطعة باليرمو في صقلية سكانها حوالي 31.515 نسمة، تعدّ مركزا زراعيا مهما، كما توجد بها صناعة الأخشاب والحديد.

## السكان
في سنة 1861 بلغ عدد السكان 19٬106 نسمة، وتطور العدد ليصل في سنة 2011 لـ 31٬401 نسمة.
يظهر هذا المخطط البياني تطور النمو السكاني لـ بارتينيكو